# Liste der Naturdenkmale in Erbach (Odenwald)
Die Liste der Naturdenkmale in Erbach (Odenwald) nennt die im Gebiet der Stadt Erbach im Odenwaldkreis in Hessen gelegenen Naturdenkmale.
| Bild                          | Bezeichnung            | Ortsteil, Lage                  | Beschreibung | Art          | Nr.     |
| ----------------------------- | ---------------------- | ------------------------------- | --- | ------------ | ------- |
| Fotos hochladen               | Die Roßbacher Eichen   | 49° 39′ 57,6″ N, 8° 57′ 20,9″ O | Gruppe von 4 (ehemals 5) Stieleichen, Höhe 14 bis 30 m, Stammumfang 3,75 bis 5,10 m, Alter des 1980 umgestürzten 5. Baumes 460 Jahre. | Stieleiche   | 437.251 |
| BW                            | Tränkfeld-Eiche        | 49° 39′ 20,4″ N, 8° 56′ 52,2″ O | Höhe 21 m, Stammumfang 5,75 m | Traubeneiche | 437.252 |
| Fotos hochladen               | Sophieneiche           | 49° 39′ 59,4″ N, 8° 58′ 59,5″ O | Höhe 24 m, Stammumfang 4,65 m | Stieleiche   | 437.253 |
| mehr Fotos \| Fotos hochladen | Erdbach-Einschlupf     | 49° 39′ 54″ N, 9° 0′ 12,1″ O    | Schwinde in verkarstetem Kalkgestein                                                                                                  |              | 437.256 |
| Fotos hochladen               | Erdbach-Austritt       | 49° 40′ 0,2″ N, 9° 0′ 9,6″ O    | Quelltrichter Karstquelle | Karstquelle  | 437.257 |
| BW                            | Kiefer am Höllrain     | 49° 39′ 45″ N, 9° 1′ 32,5″ O    | Höhe 20 m, Stammumfang 2,95 m | Waldkiefer   | 437.258 |
| mehr Fotos \| Fotos hochladen | Ebersberger Felsenmeer | 49° 36′ 26″ N, 9° 1′ 25,5″ O    | Sandstein-Blockbildungen | Sandstein    | 437.259 |
| BW                            | Eberhardseiche         | 49° 38′ 30,5″ N, 8° 57′ 9,7″ O  | Höhe 24 m, Stammumfang 4,55 m | Stieleiche   | 437.260 |
| Fotos hochladen               | Silberbrünnchen        | 49° 40′ 21,1″ N, 8° 57′ 25,1″ O | Tümpelquelle Buntsandstein etwa 320 m ü. NN                                                                                           | Quelle       | 437.262 |

## Ehemalige Naturdenkmale
| Bild                          | Bezeichnung         | Ortsteil, Lage                               | Beschreibung | Art        | Nr.     |
| ----------------------------- | ------------------- | -------------------------------------------- | --- | ---------- | ------- |
| BW                            | Sachs'sche Eiche    | 49° 39′ 27,4″ N, 8° 59′ 42,7″ O              | ca. 190 Jahre alte Stieleiche, Höhe 20 m, Stammumfang 2,90 m                                                                                      | Stieleiche | 437.254 |
| BW                            | Arthur-Ritter-Buche | 49° 39′ 40,3″ N, 8° 58′ 2,6″ O               | Höhe 30 m, Stammumfang 4,30 m | Rotbuche   | 437.255 |
| mehr Fotos \| Fotos hochladen | Bullauer-Bild-Buche | Bullauer Bild 49° 37′ 26,1″ N, 9° 2′ 30,6″ O | Rotbuche mit etwa 2 m hohem eingewachsenen Sandstein-Bildstock aus dem Jahr 1561, Höhe 30 m, Stammumfang 4,65 m. Es steht nur noch der Bildstock. | Rotbuche.  | 437.261 |

## Belege
1. ↑  
Kreisausschuss des Odenwaldkreises (Hrsg.): Naturdenkmale im Odenwaldkreis. Text: Uwe Krause, Fotos: Hugo Friedel u. a. 124 S. November 1995.
2. ↑  
Naturdenkmale im Odenwaldkreis in Google Maps, abgerufen am 7. April 2020.

- Karte mit allen Koordinaten:
- OSM |
- WikiMap